# السعودي الألماني الصحية
السعودي الألماني الصحية (سابقاً: الشرق الأوسط للرعاية الصحية - ميكو
أو Middle East Healthcare Company - MEAHCO أو السعودية الألمانية للصحة
أو مستشفيات السعودي الألماني أو Saudi German Hospitals - SGH) مؤسسة لتقديم الرعاية الصحية في منطقة الشرق الأوسط وشمال إفريقيا. تأسست عام 1988 على يد الأخوين صبحي بترجي وخالد بترجي. وتعمل كشركة مساهمة سعودية، مدرجة في سوق الأسهم السعودي منذ عام 2016. في مجال إدارة وتشغيل المستشفيات والمراكز الطبية تحت علامة المستشفى السعودي الألماني.

## نشاط الشركة
تعتبر الشركة من أكبر مقدمي الرعاية الصحية والطبية في المملكة العربية السعودية. تم تأسيس وتشغيل مجموعة المستشفيات من قبل أسرة البترجي تحت العلامة التجارية: المستشفى السعودي الألماني. تدير وتشغل الشركة عدة مستشفيات متعددة التخصصات في المملكة العربية السعودية وخارجها في عدة دول عربية هي الإمارات ومصر واليمن والمغرب.
تأسست ميكو كشركة مساهمة مقفلة في عام 2004 برأس مال قدره 590 مليون ريال، وتتخذ من مدينة جدة مقرا لها. ثم رفعت الشركة رأس مالها مرتين منذ تأسيسها، الأولى عام 2013 ليصل إلى 767 مليون ريال، والثانية عام 2015 ليصل إلى 920.4 مليون ريال. في أغسطس 2021 أطلقت الشركة سمتها التجارية الجديدة لتصبح "السعودي الألمانية الصحية". تدير المجموعة عدة مستشفيات داخل وخارج المملكة العربية السعودية بسعة 2000 سرير. كانت من ضمن أبرز 50 علامة تجارية في المملكة العربية السعودية للعام 2015.

## المستشفيات والمراكز التابعة

### داخل السعودية
- مستشفيات:

1. مستشفى السعودي الألماني (حي الزهراء، جدة): أول فرع للمجموعة افتتح في عام 1988. يتكون المستشفى من المبنى الرئيسي الذي تبلغ مساحته 18,745م2 وبرجًا طبيًا تبلغ مساحته 10,902م2.[11]
2. مستشفى السعودي الألماني (حي حجة عسير، عسير): افتتح في عام 2000 بسعة 400 سرير، وتم بناؤه على مساحة 55,644م2.[12]
3. مستشفى السعودي الألماني (حي الصحافة، الرياض): افتتح في عام 2001 بسعة 300 سرير. وتم بناؤه على مساحة 29,000م2.[13]
4. مستشفى السعودي الألماني (حي أبيار علي، المدينة المنورة): افتتح في عام 2003، بسعة 300 سرير، وتم بناؤه على مساحة 34,751م2.
5. مستشفى السعودي الألماني (حي الخزامي، حائل): افتتح في عام 2017 بسعة 150 سرير.[14]
6. مستشفى السعودي الألماني (حي الفيصلية، الدمام): افتتح في عام 2020 بسعة 150 سرير و100 عيادة خارجية و8 غرف عمليات، وتم بناؤه على مساحة 30,000م2.[15]
7. مستشفى السعودي الألماني (حي ولي العهد، مكة المكرمة): افتتح في عام 2022 بسعة 300 سرير و100 عيادة خارجية، وتم بناؤه على مساحة 57.769م2.[16]
8. مستشفى السعودي الألماني (حي الجامعة "حي الروابي"، جدة): افتتح في عام 2022 بسعة 20 سرير، وهي نتيجة توقيع عقد إيجار مبنى مستشفى متخصص في طب وجراحة النساء والولادة بمدينة جدة مع شركة كلية بيت البترجي للعلوم الطبية والتكنولوجيا.[17]
9. مستشفى السعودي الألماني (حي الرحاب، جدة): هي نتيجة توقيع عدة عقود في عام 2024 مع مستشفى صبحي عبدالجليل بترجي الطبية المملوكة لشركة الصبح الجديدة الطبية، يشمل العقد الأول استخدام العلامة تجارية (المستشفى السعودي الألماني) مقابل 10% من صافي الربح الشهري لمدة 10 سنوات، ويتضمن العقد الثاني الإشراف على تجهيز وتأهيل المستشفى، ويمتد العقد لمدة 6 أشهر، فيما ينص العقد الثالث على إدارة وتشغيل المستشفى لمدة 5 سنوات تحصل بموجبها السعودي الألماني الصحية على 3% من صافي الإيرادات بعد خصم المرفوضات. وتبلغ سعة المستشفى 200 سرير و70 عيادة خارجية.[18]

- عيادات:

1. مجمع عيادات بيفرلي (حي الخالدية، جدة).
2. مجمع عيادات (حي السامر، أبها).
3. مجمع عيادات (حي التعاون، الرياض) «تحت الإنشاء».[19]

### خارج السعودية
- الإمارات العربية المتحدة:

1. المستشفى السعودي الألماني (البرشاء، دبي): افتتح في عام 2013.[20]
2. مستشفى السعودي الألماني بالشارقة.
3. مستشفى السعودي الألماني بعجمان.[21]
4. المستشفى السعودي الألماني (مردف، دبي) «تحت الانشاء».[22]

- مصر:

1. مستشفى السعودي الألماني بالقاهرة.[23]
2. المستشفى السعودي الألماني (مدينة بترجي الطبية) بالإسكندرية.
3. مستشفى السعودي الألماني بالجيزة «تحت الإنشاء».[24]

- اليمن:

1. المستشفى السعودي الألماني بصنعاء.[25]

- المغرب:

1. المستشفى السعودي الألماني بالدار البيضاء «تحت الإنشاء».[26]

## الجوائز
- أفضل مركز معتمد للتدريب الطبي على دعم الحياة.[27]
- أفضل مزود للرعاية الطبية لعام 2018.[28]
- جائزة جراحة العظام بمعرض الصحة العربي.[29]

## أنظر أيضاً
- المواساة للخدمات الطبية
- مجموعة أندلسية
- مجموعة الحبيب الطبية
- مجموعة مستشفيات المانع
- مجموعة العبير الطبية
- مجموعة فقيه للرعاية الصحية
- مستشفيات الحياة الوطني
- مستشفيات دله
- مستشفيات الحمادي
- الوطنية للرعاية الطبية
- مجموعة علاج الطبية
- مجموعة ألاميدا
- مجموعة مستشفيات كليوباترا
- مجموعة مستشفيات مبرة العصافرة
- مينا هيلث بارتنرز
- قائمة المستشفيات في السعودية